# Chrysoperla agilis
Chrysoperla agilis är en insektsart som beskrevs av Henry et al. 2003. Chrysoperla agilis ingår i släktet Chrysoperla och familjen guldögonsländor. Inga underarter finns listade i Catalogue of Life.